# バロワーズ・ベルギー・ツアー
バロワーズ・ベルギー・ツアー (Baloise Belgium Tour)は、例年5月下旬、ベルギーを舞台に行なわれる自転車ロードレースのステージレース。2005年よりUCIヨーロッパツアー2.HC、2020年からUCIプロシリーズにランクされている。フランス語でツール・ド・ベルギー（トゥール・ド・ベルジック 仏: Tour de Belgique）、フラマン語でロンド・ファン・ベルヒエ（Ronde van België）とも呼ばれるが、2013年より現在の正式名称となった。
1908年開始の伝統あるレース。初代優勝者であるルシアン・プティブルトンは、同年のツール・ド・フランスも制覇している。またこの他、優勝者にはロードレース史に残る名選手の名が並んでいる。

## 歴代優勝者
| 年   | 優勝者                       |
| ---- | ---------------------------- |
| 1908 | ルシアン・プティブルトン     |
| 1909 | ポール・デュボック           |
| 1910 | ジュール・マセリ             |
| 1911 | ルネ・ファンデンベルヘ       |
| 1912 | オディル・ドフレイエ         |
| 1913 | デュドンヌ・ゴティ           |
| 1914 | ルイ・モティア               |
| 1919 | エミール・マソン             |
| 1920 | ルイ・モティア               |
| 1921 | ルネ・フェルマンデル         |
| 1922 | ルネ・フェルマンデル         |
| 1923 | エミール・マソン             |
| 1924 | フェリックス・スリエ         |
| 1925 | デニ・フェルスヒュエレン     |
| 1926 | ジャン・ドビュスシェル       |
| 1927 | ポール・マトン               |
| 1928 | ジュール・ファンヘヴェル     |
| 1929 | アルマン・ファンブリュアーヌ |
| 1930 | エミール・ジョリー           |
| 1931 | モリス・デワール             |
| 1932 | レオン・ルイエ               |
| 1933 | ジャン・アールツ             |
| 1934 | フランソワ・ガルディエ       |
| 1935 | ジェフ・ムレンハウト         |
| 1936 | エミール・ドクロワ           |
| 1937 | アドルフ・ブラークヴェルト   |
| 1938 | フランソワ・ヌーヴィユ       |
| 1939 | ジョゼフ・ソメル             |
| 1945 | ノルベール・カラン           |
| 1946 | アルベール・ラモン           |
| 1947 | モリス・ファンヘルゼル       |
| 1948 | スタン・オケルス             |
| 1949 | エルネス・ステルクス         |
| 1950 | アルベール・デュビュイソン   |

| 年   | 優勝者                     |
| ---- | -------------------------- |
| 1951 | ルシアン・マトヘイス       |
| 1952 | アンリ・ファンケルクホヴ   |
| 1953 | フローラン・ロンドル       |
| 1954 | アンリ・ファンケルクホヴ   |
| 1955 | アレックス・クローズ       |
| 1956 | アンドレ・フラーイエン     |
| 1957 | ピノ・セラミ               |
| 1958 | ノエル・フォレ             |
| 1959 | アルマン・デメ             |
| 1960 | アルフォンス・スウェーク   |
| 1961 | リック・ファン・ローイ     |
| 1962 | ノエル・フォレ             |
| 1963 | ペーター・ポスト           |
| 1964 | ブノニ・ブエ               |
| 1965 | ジャン・スタブリンスキ     |
| 1966 | ヴィットリオ・アドルニ     |
| 1967 | カルミーネ・プレツィオージ |
| 1968 | ウィルフリート・ダヴィト   |
| 1969 | エリック・デフラミンク     |
| 1970 | エディ・メルクス           |
| 1971 | エディ・メルクス           |
| 1972 | ロジェ・スウェルツ         |
| 1973 | ライフ・モルテンセン       |
| 1974 | ロジェ・スウェルツ         |
| 1975 | フレディ・マルテンス       |
| 1976 | ミシェル・ポランティエール |
| 1977 | ワルテル・プランカールト   |
| 1978 | アンドレ・ディーリクス     |
| 1979 | ダニエル・ウィレムス       |
| 1980 | ヘリー・クネットマン       |
| 1981 | アト・ワイナンドス         |
| 1984 | エディ・プランカールト     |
| 1985 | リュド・ペータース         |
| 1986 | ニコ・エモンドス           |

| 年   | 優勝者                                                     |
| ---- | ---------------------------------------------------------- |
| 1988 | フランス・マーセン                                         |
| 1989 | シーン・イェーテス                                         |
| 1990 | フランス・マーセン                                         |
| 2002 | バルト・フォスカンプ                                       |
| 2003 | マイケル・ロジャース                                       |
| 2004 | シルヴァン・シャヴァネル                                   |
| 2005 | トム・ボーネン                                             |
| 2006 | マールテン・チャリンヒー                                   |
| 2007 | ウラディミール・グセフ                                     |
| 2008 | ステイン・デヴォルデル                                     |
| 2009 | ラース・ボーム                                             |
| 2010 | ステイン・デヴォルデル                                     |
| 2011 | フィリップ・ジルベール                                     |
| 2012 | トニー・マルティン                                         |
| 2013 | トニー・マルティン                                         |
| 2014 | トニー・マルティン                                         |
| 2015 | フレフ・ファン・アーヴェルマート                           |
| 2016 | ドリス・デヴェナインス                                     |
| 2017 | イェンス・クークレール                                     |
| 2018 | イェンス・クークレール                                     |
| 2019 | レムコ・イヴェネプール                                     |
| 2020 | 新型コロナウイルス感染症の世界的流行 (2019年-)により未開催 |
| 2021 | レムコ・イヴェネプール                                     |
| 2022 | マウロ・シュミット                                         |
| 2023 | マチュー・ファン・デル・プール                             |
| 2024 | ソーレン・ヴァーレンショルト                               |
| 2025 | フィリッポ・バロンチーニ                                   |